# AtiShow
AtiShow, také známý jako Ati, občanským jménem Martin Malý (* 29. září 1992 Praha), je český youtuber a vlogger.

## Život a kariéra
Narodil se v roce 1992 v Praze. Videa natáčel již od roku 2004, řadu let je nicméně nikam nezveřejňoval. Po studiu na střední škole v oboru hotelnictví a turismus pracoval na různých brigádách. Do roku 2012 tak pracoval jako číšník, od roku 2013 začal pracovat pouze na částečný úvazek, aby se mohl natáčení videí na platformu YouTube věnovat více. Od roku 2014 se již věnuje pouze natáčení videí na platformu.
V roce 2024 se oženil se svou snoubenkou Katarínou (za svobodna Dvornickou).
Se svou manželkou Katarínou žije v Praze. Má dva mladší sourozence, jednoho bratra a jednu sestru.

### Působení na sociálních sítích
První kanál na platformě YouTube založil v červnu 2010, jeho obsahem byly převážně vlogy. Svůj současný kanál s názvem AtiShow založil v únoru 2013. V lednu 2012 rovněž založil kanál AtiVlog, na kterém je od roku 2015 neaktivní.
Hlavním zaměřením jeho tvorby byly v průběhu času například různé skeče, asky nebo parodie. Věnoval se či stále věnuje rovněž vaření, technologiím nebo glosování aktuálního dění. Mezi jeho nejznámější série patří AtiNews, Bašta, AskAti, Tagy, stejnojmenná AtiShow, podcast AtiTalk nebo živé přenosy AtiLive.
V roce 2015 jej server Forbes zařadil na 24. místo nejvlivnějších Čechů na sociálních sítích. V roce 2016 jej poté server ve stejném žebříčku zařadil na 29. místo. V říjnu 2015 byl hostem speciálního vydání pořadu 7 pádů Honzy Dědka zaměřeného na české youtubery. V září 2016 byl hostem MIXXXER show na stanici Óčko. Poskytl rovněž rozhovor pro knihu Já, Jůtuber 3, vydanou v roce 2016. Daboval také jednu z postav v české videohře Blackhole. V minulosti[kdy?] působil jako kameraman pro pořad MENU domů.
V roce 2017 natočil rozhovor s hokejistou Jaromírem Jágrem. V letech 2020 až 2023 spolupracoval s českým internetovým obchodem s technologiemi CZC.cz. Na YouTube kanále společnosti natočil řadu videí v rámci tří různých pořadů. Od roku 2023 zveřejňuje na platformě Herohero podcast Pod Pantoflem, ve kterém účinkuje se svou manželkou Katarínou.
Na počátku roku 2020 dosáhl na svém YouTube kanále hranice 500 tisíc odběratelů. Zúčastnil se také řady youtuberských akcí a festivalů.
Po dosažení 500 tisíc odběratelů na svém YouTube kanálu na počátku roku 2020 pokračoval Martin Malý, známý jako AtiShow, v rozšiřování své online přítomnosti a aktivit. V letech 2020 až 2023 spolupracoval s českým internetovým obchodem s technologiemi CZC.cz, kde na jejich YouTube kanále moderoval několik pořadů, včetně unboxing série „CZC vs AtiShow“.
V roce 2023 AtiShow zahájil nový projekt – podcast „Pod Pantoflem“, který vytváří společně se svou manželkou Katarínou. Tento podcast je dostupný na platformě Herohero a zaměřuje se na různé aspekty partnerského života a osobního rozvoje.
AtiShow také pokračoval ve své tvorbě na YouTube, kde pravidelně zveřejňuje videa z různých oblastí, včetně vaření, technologií a osobních vlogů. Jeho série „Bašta“, zaměřená na vaření, zůstává jednou z nejoblíbenějších mezi diváky.
Kromě YouTube je AtiShow aktivní i na dalších sociálních sítích, jako je TikTok, kde sdílí krátká videa a momenty ze svého života. Jeho přítomnost na různých platformách mu umožňuje oslovit široké publikum a udržovat si silnou pozici v české online komunitě.

#### Přezdívka
Přezdívka vznikla náhodně zkomolením jeho jména, když byl ve stavu opilosti.